# 保坂一夫
保坂 一夫（ほさか かずお、1941年6月19日 - ）は、ドイツ文学者、東京大学名誉教授、元日本大学教授。
北海道生まれ。北海道旭川北高等学校を経て、1966年東京大学文学部独文科卒業、テュービンゲン大学留学。新潟大学講師、玉川大学助教授、1981年東京大学教養学部助教授（ドイツ語）、1990年教授、2002年定年退官、日本大学文理学部教授。2012年定年退職。
クリスタ・ヴォルフ選集全7巻を訳した。ほかエルンスト・ブロッホなどを研究。

## 著書
- ドイツ語基礎 2006 放送大学 2006.3

## 共編著
- ヨーロッパ=ドイツへの道 統一ドイツの現状と課題 坂井栄八郎 東京大学出版会 1996.3
- ドイツ文学 新訂 放送大学 2003.3
- ドイツ文学 名作と主人公 自由国民社 2009.10 (読書入門)

## 翻訳
- ヴェルナー・ホルトの冒険 ある青春の物語 ディーター・ノル 恒文社 1978.5 (東欧の文学)
- 幼年期の構図 クリスタ・ヴォルフ  恒文社 1981.5
- 核の黙示録 A.A.グーハ 白水社 1985.7
- 発掘 文学史を愛する人々のために ギュンター・デ・ブロイン 同学社 1992.7
- チェルノブイリ原発事故  恒文社 1997.8 (クリスタ・ヴォルフ選集)
- 残るものは何か?  恒文社 1997.7 (クリスタ・ヴォルフ選集)
- 夏の日の出来事 恒文社 1997.11 (クリスタ・ヴォルフ選集)
- どこにも居場所はない 恒文社 1997.10 (クリスタ・ヴォルフ選集)
- 作家の立場 恒文社 1998.4 (クリスタ・ヴォルフ選集)
- メデイア さまざまな声 クリスタ・ヴォルフ 同学社 2005.12

## 参考
- 駒場1991（東大教養学部）